# Melissa Rosenberg
Melissa Anne Rosenberg és una escriptora de televisió, productora de televisió i guionista estatunidenca. Ha treballat tant al cinema com a la televisió i ha guanyat un premi Peabody. També ha estat nominada a dos premis Emmy i dos premis del gremi de guionistes d'Amèrica. Des que es va unir al Sindicat de Guionistes, ha participat a la seva junta directiva i va ser capità de vaga durant la vaga de guionistes del 2007-2008. Dona suport a les guionistes a través del Comitè de Diversitat de WGA i va cofundar la League of Hollywood Women Writers.
Va treballar en diverses sèries de televisió entre 1993 i 2003 abans d'unir-se a l'equip de guionistes de The OC, i finalment va deixar el programa per escriure la pel·lícula Step Up del 2006. Del 2006 al 2009, va exercir com a guionista principal de la sèrie de Showtime Dexter, i va arribar a ser productora adjunta quan va marxar al final de la quarta temporada. Va escriure el seu segon guió produït, l'adaptació cinematogràfica del 2008 de la novel·la Crepuscle de Stephenie Meyer el 2007, i després va adaptar les tres seqüeles de la novel·la.
Rosenberg també és àmpliament coneguda per ser la creadora de la sèrie de Netflix Jessica Jones.

## Primers anys
Rosenberg va néixer al Comtat de Marin, Califòrnia. El seu pare és Jack Lee Rosenberg, un psicoterapeuta i fundador de la psicoteràpia corporal integradora. La seva mare era Patricia Rosenberg, advocada. Va ser la segona de quatre fills de la primera dona del seu pare. El pare de Rosenberg era jueu i la seva mare era d'origen catòlic irlandès.
De petita, a Rosenberg li agradava presentar obres de teatre i reclutar altres nens del barri per actuar-hi. Va assistir a una "escola secundària pública massiva amb una multitud de persones agrupades a una aula i que esperaven aprendre" al sud de Califòrnia. Més tard es va traslladar a la ciutat de Nova York per unir-se a una petita companyia de teatre abans de traslladar-se de nou a Bennington, Vermont per assistir al Bennington College. Originalment aspirava a treballar en dansa i coreografia. No obstant això, diu que va començar massa tard, així que es va traslladar a Los Angeles, Califòrnia, per seguir una carrera a la indústria cinematogràfica. Es va graduar al programa de producció Peter Stark de la Universitat del Sud de Califòrnia (USC) amb un Master of Fine Arts en producció de cinema i televisió.

## Carrera
El primer projecte de Rosenberg va ser una pel·lícula de dansa encarregada per Paramount Pictures que finalment no es va arribar a fer. Després es va dedicar a l'escriptura televisiva. Va escriure per primera vegada per a Class of '96 el 1993 i va continuar treballant en programes com Dr. Quinn, Medicine Woman (1995–1996), Dark Skies (1996), The Magnificent Seven (1998), Ally McBeal (2001) i Birds of Prey (2002) abans d'unir-se al personal de redacció de The O.C. el 2003. Deixant The OC al final de la seva primera temporada, va ser contractada per escriure el seu segon guió, la pel·lícula de dansa Step Up del 2006. Més tard, també se li va oferir la feina d'escriure la seqüela, Step Up 2: The Streets, però va rebutjar l'oferta ja que estava ocupada amb altres projectes.
Rosenberg va escriure per a les sèries de televisió Love Monkey (2006) i Dexter (2006–2010). La seva feina a la sèrie Showtime va ser la primera en un programa escrit per a cable; va declarar el 2007: "El cable és el lloc per estar... és meravellós". Rosenberg va treballar inicialment com a productora consultora i escriptora a la primera temporada. Ella i els altres membres de l'equip de guionistes de Dexter van ser nominats per al Premi del Sindicat de Guionistes dels Estats Units a la millor sèrie dramàtica a la cerimònia de febrer de 2008 pel seu treball a la primera temporada. Va guanyar una posició de personal com a productora coadjunta i guionista per a la segona temporada el 2007 i va continuar en aquest paper per a la tercera temporada el 2008. El personal de redacció va ser novament nominat per al premi del Sindicat de Guionistes a la cerimònia de febrer de 2009 pel seu treball en la tercera temporada. Com a part de l'equip de producció sènior, també va ser conominada al premi Millor Sèrie Dramàtica als 60ens Premis Emmy Primetime. Va ser ascendida a productora adjunta per a la quarta temporada el 2009 i va continuar escrivint episodis. Va ser nominada per al premi del Sindicat de Guonistes per tercera vegada consecutiva a la cerimònia de febrer de 2010 pel seu treball a la quarta temporada de Dexter.

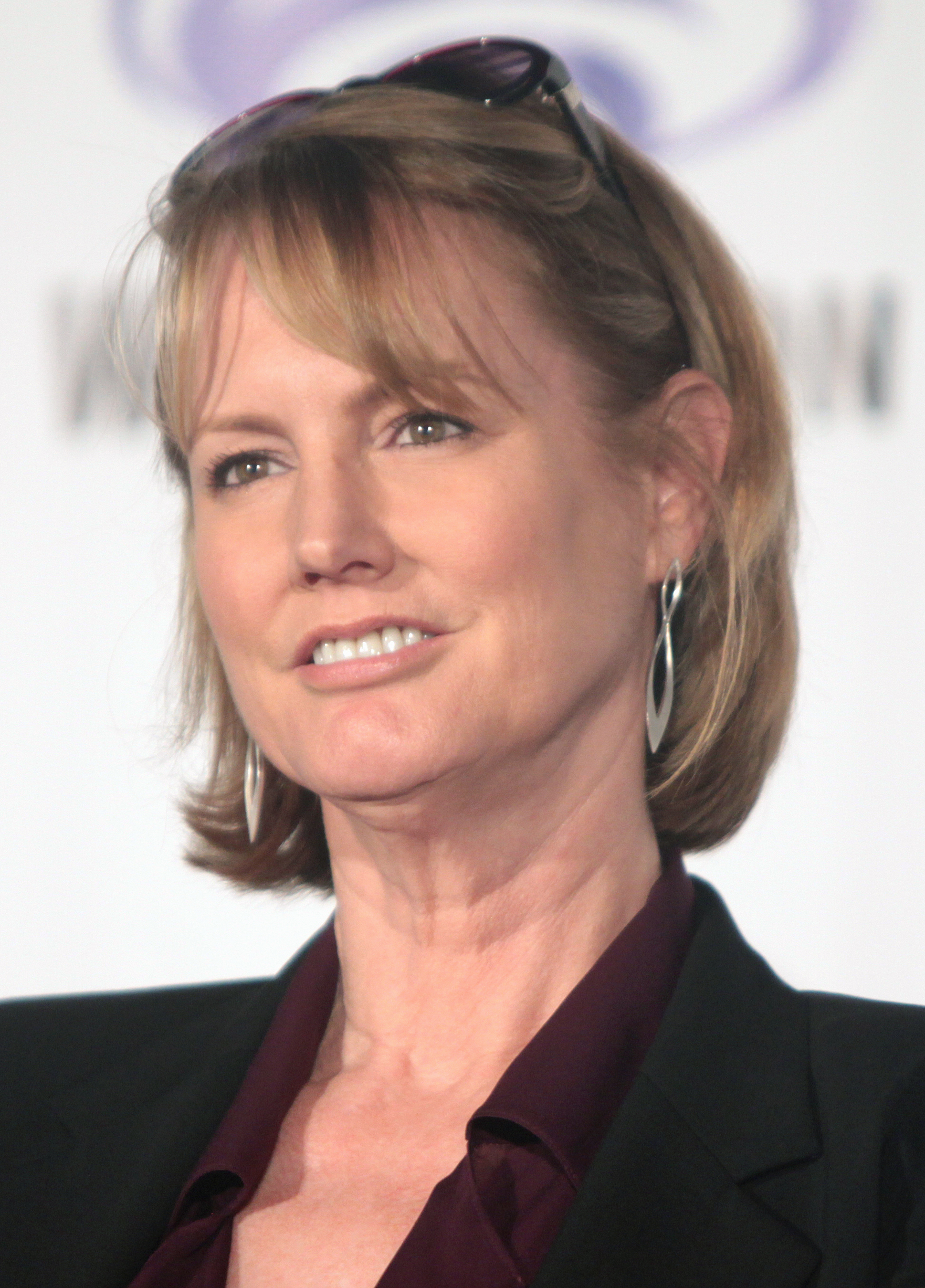
Rosenberg a la WonderCon 2016 a Los Angeles, Califòrnia.

Summit Entertainment, la productora que havia produït Step Up, va oferir a Rosenberg l'oportunitat d'adaptar la novel·la més venuda de Stephenie Meyer Crepuscle a una pel·lícula del mateix nom, que ella va acceptar. La seva inspiració principal per a l'adaptació va ser Brokeback Mountain, que va descriure com un "gran model" d'amor prohibit al costat de Romeu i Julieta, i va pensar que la seva adaptació del conte a la pel·lícula era "bella". Se li va lliurar un "manifest" escrit per Meyer on es descriu tot el que s'havia d'incloure o no es podia canviar en l'adaptació. Va escriure un esbós detallat de 25 pàgines l'agost de 2007, amb l'esperança de tenir dos mesos més per escriure el guió real, però només va tenir cinc setmanes per acabar el guió abans de l'inici de la Vaga de guionistes dels Estats Units de 2007-2008. Després de l'estrena de Crepuscle, Summit la va contractar per adaptar les seqüeles Lluna Nova i Eclipsi, el segon i tercer llibre de la sèrie, respectivament, i ja havia començat a redactar el guió de Lluna Nova el novembre de 2008.
El juliol de 2010, Rosenberg va deixar el seu paper d'escriptora i productora adjunta a Dexter, explicant que "Durant els últims quatre anys he estat escrivint Dexter i un Crepuscle o un altre". Aleshores estava treballant en l'adaptació de la novel·la final de la sèrie Crepuscle, Trenc d'alba, que es va dividir en dues pel·lícules, i va dir: "Puc fer un Crepuscle i Dexter, però no en podria fer dos". Va lamentar haver abandonat la sèrie i la va anomenar la seva experiència televisiva preferida fins llavors.
Rosenberg va estar a la junta directiva del Sindicat de Guionistes durant cinc anys abans de fer un pas enrere perquè "pots quedar-hi realment, molt embolicat en allò". No obstant això, va estar molt activa a la Vaga de guionistes dels Estats Units de 2007-2008, aturant-se com a capitana de vaga. Actualment està involucrada en el Comitè de Diversitat del Sindicat de Guionistes donant suport a les guionistes, però és més activa a la Lliga de Dones Guionistes de Hollywood, que ella i diverses altres dones van crear durant la vaga, amb l'objectiu de lluitar contra la "mentalitat de club de nois" en les habitacions d'escriptura televisiva.

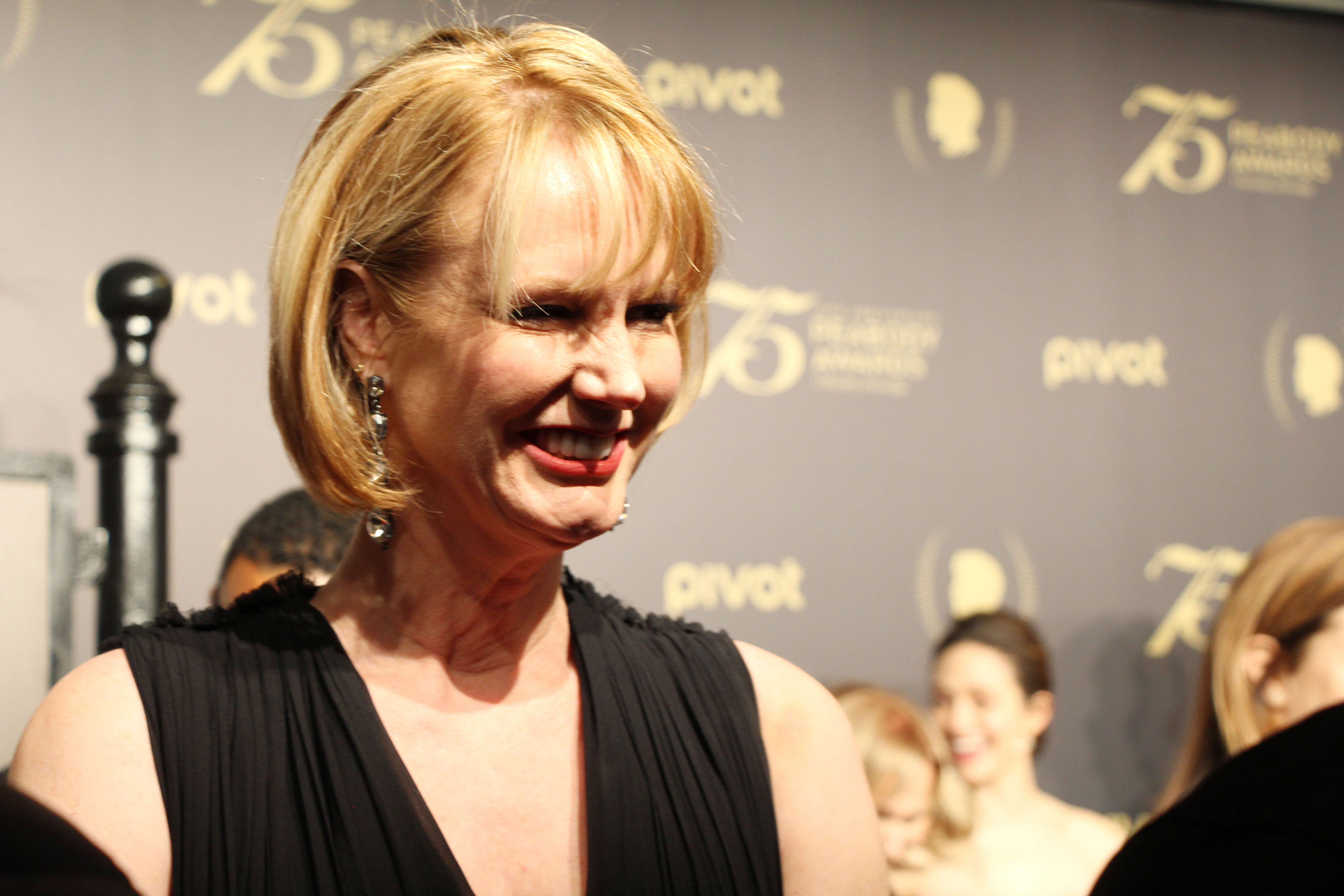
Rosenberg a la cerimònia de lliurament dels Premis Peabody 2016

A partir del 2010, Rosenberg havia estat desenvolupant una sèrie de televisió de Jessica Jones per a ABC, que es basaria en la sèrie de còmics Alias de Brian Michael Bendis. No obstant això, més tard el 2012, es va revelar que ABC no havia comprat la sèrie. L'octubre de 2013, després d'un acord fet per Netflix i Marvel, la sèrie va reviure com a part de quatre sèries i una minisèrie compromís en què Rosenberg va ser la showrunner. El desembre de 2014, la sèrie havia contractat Krysten Ritter pel paper de Jones i va revelar el títol oficial de la sèrie com a Marvel's A.K.A. Jessica Jones. El juny de 2015, Marvel va revelar que el títol de la sèrie s'escurçaria a Marvel's Jessica Jones.
L'agost de 2018, es va informar que Rosenberg havia signat un acord amb Warner Bros. Television i deixaria Jessica Jones després de la tercera temporada. El febrer de 2019, Netflix va anunciar que cancel·laria el programa després de tres temporades.

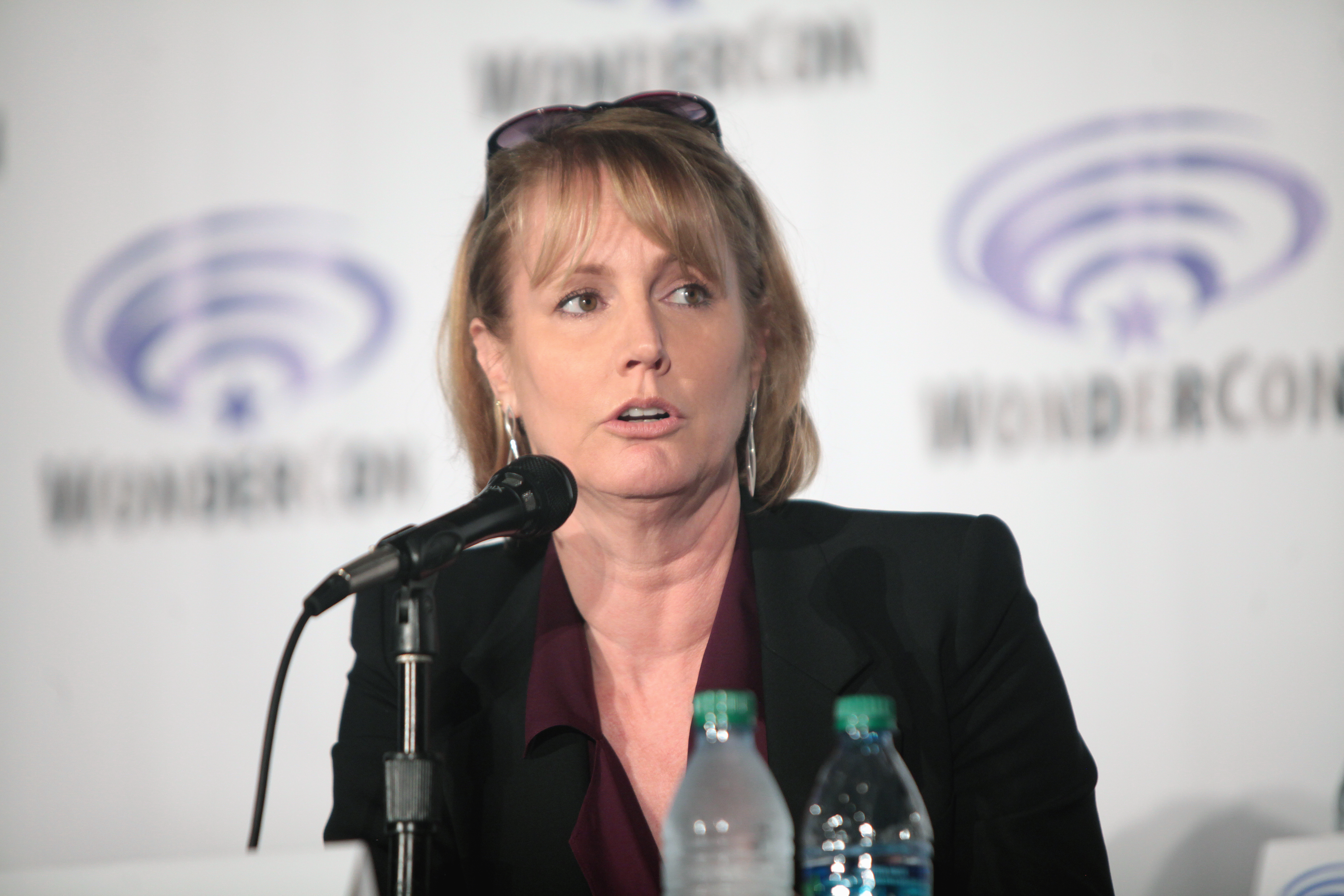
Rosenberg parlant a la Wonder con 2016 al centre de convencions de Los Angeles a Los Angeles, Califòrnia

## Vida personal
La mare de Rosenberg va morir quan Rosenberg era adolescent, després que el seu pare es tornés a casar amb Lynn MacCuish; més tard es va tornar a casar amb la seva companya terapeuta Beverly Kitaen-Morse. Té una germana gran, Andrea (nascuda el 1960), germà i germana menors Erik i K. C. (bessons, nascuts el 1963) i una germana petita, Mariya (nascuda el 1981), de la segona dona del seu pare.
Rosenberg viu a Los Angeles amb el seu marit Lev L. Spiro, un director de televisió. Va fer broma dient que "A la nostra boda, la meitat dels assistents eren psiquiatres, l'altra meitat, els seus clients", després d'explicar que "La meva germana és terapeuta de dansa; la meva altra germana està a l'escola de postgrau per convertir-se en terapeuta. Els pares del meu marit són tots dos psiquiatres. El seu oncle, dues ties i la seva germana són psiquiatres".

## Filmografia
Guionista de cinema
- Step Up (2006)
- Crepuscle (2008)
- Lluna Nova (2009)
- Eclipse (2010)
- La saga Crepuscle: Albada - Part 1 (2011)
- La saga Crepuscle: Albada - Part 2 (2012)

Televisió
| Any       | Títol                            | Escriptora | Productora   | Notes                                                                                  |
| --------- | -------------------------------- | ---------- | ------------ | -------------------------------------------------------------------------------------- |
| 1993      | Class of '96                     | Sí         | No           | Episodis "Midterm Madness", "The Adventures of Pat's Man and Robin"; Also story editor |
| 1994      | Party of Five                    | Sí         | Supervisora  |                                                                                        |
| 1995–1996 | Dr. Quinn, Medicine Woman        | Sí         | No           | Episodis "One Touch of Nature", "If You Love Someone..." i "Reunion"                   |
| 1996      | The Outer Limits                 | Sí         | No           | Episodi "The Sentence"                                                                 |
| 1996      | Dark Skies                       | Sí         | No           | També editora de la història                                                           |
| 1996–1997 | Hercules: The Legendary Journeys | Sí         | No           | Episodis "Mummy Dearest" i "Beanstalks and Bad Eggs"                                   |
| 1998      | The Magnificent Seven            | Sí         | Coproductora | Episodis "Working Girls" and "Witness"                                                 |
| 2000      | Boston Public                    | No         | Consultora   | Episodi "Chapter Two"                                                                  |
| 2001      | Ally McBeal                      | Sí         | No           | Episodi "Hats Off to Larry"                                                            |
| 2001      | The Agency                       | Sí         | Consultora   |                                                                                        |
| 2002      | Birds of Prey                    | Sí         | Consultora   | Episodis "Slick", "Sins of the Mother" i "Nature of the Beast"                         |
| 2003–2004 | The O.C.                         | Sí         | Coadjunta    | Episodis "The Outsider", "The Rescue" i "The Third Wheel"                              |
| 2006      | Love Monkey                      | Sí         | Coadjunta    | Episodis "Confidence" i "Coming Out"                                                   |
| 2006–2009 | Dexter                           | Sí         | Adjunta      | 8 episodis                                                                             |
| 2008      | Alyx                             | Sí         | Adjunta      | TV movie                                                                               |
| 2013      | Red Widow                        | Sí         | Adjunta      | També creadora; Episodis "Pilot" i "The Contact"                                       |
| 2015–2019 | Jessica Jones                    | Sí         | Adjunta      | També creadora i showrunner                                                            |

## Premis i nominacions
Premis Primetime Emmy
| Any  | Categoria                          | Nominació/Guanyadora |
| ---- | ---------------------------------- | -------------------- |
| 2010 | (Sèrie dramàtica destacada) Dexter | Nominat              |
| 2009 | (Sèrie dramàtica destacada) Dexter | Nominat              |
| 2008 | (Sèrie dramàtica destacada) Dexter | Nominat              |

Premis Gold Derby / Gotham / Hugo
| Any           | Categoria                                    | Nominació/Guanyadora |
| ------------- | -------------------------------------------- | -------------------- |
| 2016 (Hugo)   | (Millor Presentació Dramàtica) Jessica Jones | Guanyador            |
| 2016 (Gotham) | (Sèrie Breakthrough) Jessica Jones           | Nominat              |
| 2010 (or)     | (Millor drama) Dexter                        | Nominat              |

Gremi d'Escriptors d'Amèrica
| Any  | Categoria                | Nominació/Guanyadora |
| ---- | ------------------------ | -------------------- |
| 2011 | (Sèrie dramàtica) Dexter | Nominat              |
| 2010 | (Sèrie dramàtica) Dexter | Nominat              |
| 2009 | (Sèrie dramàtica) Dexter | Nominat              |
| 2008 | (Sèrie dramàtica) Dexter | Nominat              |

Premis PGA
| Any  | Categoria                                                 | Nominació/Guanyadora |
| ---- | --------------------------------------------------------- | -------------------- |
| 2010 | (Productor destacat en televisió episòdica, drama) Dexter | Nominat              |